# Liste der Monuments historiques in Étalans
Die Liste der Monuments historiques in Étalans führt die Monuments historiques in der französischen Gemeinde Étalans auf.

## Liste der Immobilien
| Bezeichnung                  | Beschreibung                                                                                | Standort                                          | Kennzeichnung | Schutzstatus | Datum | Bild           |
| ---------------------------- | ------------------------------------------------------------------------------------------- | ------------------------------------------------- | ------------- | ------------ | ----- | -------------- |
| Château des Archevêques      | abgegangene Burg der Erzbischöfe von Besançon, zwischen 1260 und 1298 erbaut, 1639 zerstört | Étalans, unmittelbar südwestlich des Ortes (Lage) | PA00101641    | Inscrit      | 1982  | weitere Bilder |
| Wohnhaus von Elisée Cusenier | um 1900 erbaut; mit der Jugendstilausstattung und der straßenseitigen Einfriedung           | Étalans, 29 rue Elisée-Cusenier (Lage)            | PA25000080    | Inscrit      | 2013  | weitere Bilder |

## Liste der Objekte
| Bezeichnung               | Beschreibung                                                                                          | Standort                                                              | Kennzeichnung | Schutzstatus | Datum | Bild |
| ------------------------- | --- | --------------------------------------------------------------------- | ------------- | ------------ | ----- | ---- |
| Gemälde Geburt Mariens    | Ölfarbe auf Leinwand, 1773 von François Laurent Bruno Jourdain                                        | Charbonnières-les-Sapins, in der Kirche Nativité-de-Notre-Dame (Lage) | PM25000498    | Classé       | 1985  |      |
| Beichtstuhl               | Holz, bezeichnet 1784                                                                                 | Charbonnières-les-Sapins, in der Kirche Nativité-de-Notre-Dame (Lage) | PM25000499    | Classé       | 1985  |      |
| Hauptaltar                | Altartisch, Retabel und Wandvertäfelung; Holz, farbig gefasst und vergoldet, 18. oder 19. Jahrhundert | Charbonnières-les-Sapins, in der Kirche Nativité-de-Notre-Dame (Lage) | PM25001979    | Inscrit      | 1984  |      |
| Tabernakel                | Holz, vergoldet, 18. Jahrhundert                                                                      | Charbonnières-les-Sapins, in der Kirche Nativité-de-Notre-Dame (Lage) | PM25001980    | Inscrit      | 1984  |      |
| Sechs Altarleuchter       | Metall, vergoldet, 19. Jahrhundert                                                                    | Charbonnières-les-Sapins, in der Kirche Nativité-de-Notre-Dame (Lage) | PM25001981    | Inscrit      | 1984  |      |
| 19 Kirchenbänke           | Eichenholz, 18. Jahrhundert                                                                           | Charbonnières-les-Sapins, in der Kirche Nativité-de-Notre-Dame (Lage) | PM25001982    | Inscrit      | 1984  |      |
| Skulptur Madonna mit Kind | Holz, 15. Jahrhundert                                                                                 | Étalans, in der Kirche St-Nicolas (Lage)                              | PM25000694    | Classé       | 1908  |      |